# 刘林华
刘林华，山东大学能源动力与工程学院教授，主要从事微尺度热物理过程及能量输运机制等方面的研究工作。入选中华人民共和国教育部2007年度"长江学者"特聘教授，曾获得中国国家自然科学二等奖。